# مسابقة الجماهير
مسابقة الجماهير، هي النسخة العربية من برنامج المسابقات البريطاني "The People Quiz" الذي عرض موسمين منه على قناة البي بي سي. عرض أسبوعياً على قناة ام بي سي 1 وعلى مدار 12 حلقة قدمه الإعلامي المصري أشرف حمدي والجائزة المقدمة بلغ قدرها 2.000.000 ريال سعودي.

## فكرة البرنامج
في البرنامج يتم أختيار المتسابقين من خلال إجراء جولات مقابلات مع المتقدمين في عدة بلدان ومدن عربية. وبعد عدة مراحل وجولات لتصفية، يتم انتقاء أفضل 24 متقدم، مقسمين إلى ثلاث فئات عمرية للانتقال إلى مرحلة الإستوديو. المراحل العمرية مقسمة على الشكل التالي:
- الفئة الأولى: من 16 حتى 25 سنة؛
- الفئة الثانية: من 25 حتى 40 سنة؛
- الفئة الثالثة: من 40 سنة وما فوق.

وفي كل حلقة من مرحلة الإستوديو، يتنافس فيها عشرة متسابقين على التأهل للحلقة النهائية للفوز بجائزة البرنامج، والأربعة عشر المتبقين ينتظرون قدوم دورهم. وما يميز هذا البرنامج وما يجعله مختلف عن غيره، هو إعطاء للمتسابقين كل الأسئلة التي ستطرح عليهم خلال المسابقة والتي يبلغ عددها 200.000 سؤال، في كافة المجالات لكي يحفظوها ويتمكنوا من الإجابة عليها.
في الإستوديو، المسابقة مقسمة إلى ثلاثة مراحل هي على النحو التالي:
- المرحلة الأولى: التحدي

في هذه المرحلة الفرصة الأكبر للأذكى، حيث فقط أربع منهم سينتقلون للمرحلة التالية. المطلوب منهم خلال ثلاث دقائق، إجابات صحيحة على مجموعة سريعة من الأسئلة. كل المتسابقون يبدأون اللعب في «الأخضر» والإجابة الصحيحة تتيح للمتسابق في «الأخضر» أختيار المتسابق الذي سيلعب من بعده. إذا كانت الإجابة خاطئة، ينتقل المتسابق فورا إلى «الأحمر»، ويبقى خارج المنافسة حتى نهاية الجولة، وينتقل الدور تلقائياً إلى المتسابق المتواجد على يسار المتسابق الخاسر.
لدى المتسابق ثلاث ثوان لكي يعطي إجابته على السؤال المطروح عليه. وهذه المرحلة مؤلفة من أربع جولات.
- المرحلة الثانية: سلسلة وأسئة

في هذه المرحلة على المتسابقون الذين تأهلوا من المرحلة السابقة، الإجابة على أكبر قدر ممكن من الأسئلة وبشكل متتالي خلال دقيقتين، لتشكيل سلسلة ظاهرة على الشاشة، يزداد طولها مع أزدياد الإجابات الصحيحة.
‘جابو واحدة خاطئة توقف السلسلة وتعيد المتسابق إلى نقطة الصفر. لكي يحافظ المتسابق على رصيده من الإجابات الصحيحة، عليه استخدام كلمة «تثبيت» في الوقت الذي يراه الأنسب. يفوز المتسابق الذي لديه أكبر كم من الإجابات الصحيحة المثبتة.
- المرحلة الثالثة والأخيرة: البقاء أو القضاء

ينتقل إلى هذه المرحلة المتسابق الفائز في المرحلة السابقة، وبأمكانه أختيار أحد المتسابقين التسعة لكي يتحداه. إذا الأختيار كان صحيح، يضمن انتقاله للحلقة النهائية، أما إذا كان لا، فهو يخرج من البرنامج ويتأهل المتسابق الآخر للحلقة النهائية.
وبهذه المرحلة بإمكان لجنة التحكيم إبداء رأيها بمن هم الأنسب لكي يختاره المتسابق لكي ينافسه.
هذه المرحلة مؤلفة من 12 سؤال من عدة فئات. وراء خمس فئات منها يوجد حرف "Q"، والمطلوب من المتسابقين إجاد ثلاثة "Q" عن طريق الإجابة السريعة من خلال الضغط على الزر الموجود أمامهم. السرعة هي العنصر الأساسي بهذه المرحلة الحاسمة.

## الموسم الأول

### مرحلة المقابلات
انطلق الموسم الأول من المسابقة في الخامس من كانون الثاني 2011، وعلى مدى ثلاث حلقات، تم عرض مرحلة المقابلات التي أجرتها لجنة التحكيم المكلفة باختيار المتسابقين. لجنة التحكيم مؤلفة من:
| الإعلامي جورج قرداحي | الصحفية والإعلامية سارة الدندراوي | الفنانة منى زكي |

مهمة اللجنة بأن تختار 48 متسابق من بين كل الذين تقدموا للمسابقة لينتقلوا إلى مرحلة التصفيات. هنا وجب على المتقدمين الإجابة على عشرة أسئلة تطرحها اللجنة من أصل 4.000 سؤال تم إعطائهم إيها، بشكل صحيح دون أي خطئ لكي يتم اختيارهم والانتقال للمرحلة التالية.
المقابلات جرت في كل من الدول والمدن العربية التالية:
| - سوريا دمشق؛ - الأردن عمان؛ - السعودية جدة؛ | - البحرين المنامة؛ - الإمارات العربية المتحدة أبوظبي؛ - مصر القاهرة؛ | - تونس ؛ - المغرب الرباط ودار البيضاء؛ - لبنان بيروت. |

تلت هذه المرحلة جولة لتصفيات يتأهل بها 24 من أصل الـ48 متسابق استطاعوا اثبات جدارتم. خاض كل واحد منهم اختبار لجنة التحكيم، حيث وجب عليهم الإجابة على أكبر قدر ممكن من الأسئلة خلال مدة زمنية وجيزة قدرها دقيقتان. بعد ذلك، يغادر ثمانية من كل فئة عمرية ويتأهل ثمانية لمرحلة الإستوديو في بيروت.

## المشاركون
| الدولة                   | المتسابق       | وظيفته                      |
| ------------------------ | -------------- | --------------------------- |
| اليمن                    | فاطمة علي      | طالبة جامعية                |
| الأردن                   | هانية النابلسي | محللة مالية                 |
| السعودية                 | محمد الدويد    | استاذ رياضة                 |
| الإمارات العربية المتحدة | ذكي عبد الغفور | مهندس كيميائي               |
| الأردن                   | بلال العلمي    | مهندس صناعي                 |
| سوريا                    | باسم           | محامي                       |
| مصر                      | إيناس علي      | طبيبة بشرية                 |
| تونس                     | محمد علي ليتيم | استاذ جغرافيا               |
| السعودية                 | عبد العزيز     | استاذ اللغة العربية         |
| فلسطين                   | سلوى أيوب      | منسقة مبيعات                |
| لبنان                    | سامر علام      | مهندس معماري                |
| الأردن                   | إيلاف          | طالبة صيدلة                 |
| لبنان                    | فضيلة سالم     | استاذة علم اجتماع           |
| السعودية                 | رائد أحمد      | مستشار مالي                 |
| المغرب                   | ياسين نوري     | محلل مالي                   |
| الأردن                   | غسان           | منسق مبيعات                 |
| الأردن                   | أنيس           | يعمل في مجال السياحة        |
| فلسطين                   | مريم عواد      | موظفة سابقة بالقطاع المصرفي |
| الأردن                   | محمد طريش      |                             |
| الأردن                   | محمد إبراهيم   | خبير في اللغة               |
| المغرب                   | أميمة جراح     | طالبة طب                    |
| السعودية                 | عاصم           | محامي                       |
| سوريا                    | جورج           | طالب طب                     |
| لبنان                    | علي            | استاذ جامعي                 |
| الأردن                   | محمد أبو صلاح  | طبيب أطفال                  |

## وصلات خارجية
- صفحة البرنامج على موقع الأم بي سي
- منى زكي وجورج قرداحي يقودان «مسابقة الجماهير»
- قرداحى: صعوبة أسئلة «مسابقة الجماهير» تناسب حجم الجائزة